# Colonia Ensanche Sauce
Colonia Ensanche Sauce es una localidad del distrito Mandisoví del departamento Federación, en la provincia de Entre Ríos, República Argentina. Depende administrativamente del municipio de Santa Ana, aunque parte de la colonia esté dentro del ejido de Villa del Rosario, de cuyo centro urbano dista unos 10 km al sudoeste; y otra parte esté dentro del ejido de Chajarí. 
La población de la localidad era de 127 personas en 2001 y no fue considerada localidad en el censo de 1991.
Se formó en 1885 cuando sus 4 leguas cuadradas fueron incorporadas como ensanche de la Colonia Villa Libertad, luego llamada Chajarí. Fue separada de Chajarí en 1961 sin formar una jurisdicción propia y entre 1984 y 1990 desintegrada al crearse el municipio de Santa Ana en 1984, el centro rural de población de Colonia La Matilde en 1986 y ampliarse el ejido de Chajarí en 1990. 
La zona cuenta con un balneario sobre el embalse de Salto Grande, el camping Drewanz.